# Castro Caldelas
Castro Caldelas település Spanyolországban, Ourense tartományban. Castro Caldelas Ribas de Sil, San Xoán de Río, Chandrexa de Queixa, Montederramo, A Teixeira, Sober és Monforte de Lemos községekkel határos. Lakosainak száma 1238 fő (2024).

## Népesség
A település népessége az elmúlt években az alábbi módon változott:
| Lakosok száma | 1909 | 1833 | 1687 | 1594 | 1486 | 1376 | 1298 | 1224 | 1177 | 1238 |
|               | 2001 | 2004 | 2007 | 2009 | 2012 | 2014 | 2017 | 2019 | 2022 | 2024 |